# Associação de Canto Coral
A Associação de Canto Coral é instituição pioneira na produção musical ligada ao Canto Coral em sala de concerto no Brasil.
Fundada em Dezembro de 1941 por Cleofe Person de Mattos, tendo como patrono o compositor Heitor Villa-Lobos, atua até hoje na produção coral brasileira, fomentando a música coral erudita de todos os períodos históricos. 
Em função da pesquisa de sua fundadora foi um dos primeiros coros a revelar para o país a música colonial brasileira, até então esquecida dentro dos arquivos das igrejas centenárias dos centros históricos do país.
Entre às décadas de 50 e 80, o coro da Associação de Canto Coral torna-se o coro referência no país, quando regentes em evidência do Brasil e do mundo o procuram para realizar suas estreias e projetos musicais. Dentre os brasileiros podemos citar Heitor Villa-Lobos, Francisco Mignone, Brasílio Itiberê da Cunha, Camargo Guarnieri, Almeida Prado, Marlos Nobre. Dentre os estrangeiros Igor Stravinsky, Karl Richter, Victor Tevah, Sir Colin Davis, Helmuth Rilling, Jacques Pernoo e outros.

## Prêmios
Prêmio Apolo - Sociedade Teatro de Arte, 1957; 
Melhor Conjunto Coral - Secretaria de Educação e Cultura do Estado da Guanabara, 1959,1960 e 1961; 
Medalha de Bronze - Jubilei de Prata da Rádio MEC, 1965; 
Medalha do Mérito Carlos Gomes - Estado da Guanabara, 1965; 
Prêmio Nacional do Disco - Associação Brasileira de Críticos Teatrais, 1963; 
Medalha Estácio de Sá - Conselho Estadual de Cultura , 2001; 
Mérito Cultural - União Brasileira de Escritores do Rio de Janeiro, 2004. 

## Discografia
José Maurício 1830-1980 - Album Comemorativo (1980);
Missa de Réquiem (1958);
Grandes Compositores da Música Universal - José Maurício – Abril Cultural (1970); 
José Maurício Nunes Garcia – Matinas de Finados (FUNARTE, s/d)
Rio de Janeiro na côrte de D. Pedro I (1965)
Rio de Janeiro na côrte de D. João VI (1965)
Concerto em Homenagem ao Padre José Maurício Nunes Garcia (1980)
Missa de São Sebastião Heitor Villa-Lobos 
José Maurício Nunes Garcia – Missa de Nossa Senhora do Carmo (1986)
Cantigos de Natal (s.d.)
Associação de Canto Coral 40 anos (1981)
Francisco Mignone – Missa (s.d.)
Missa em Si bemol, Bendita Sabedoria e Estâncias (s.d.)
José Maurício Nunes Garcia – Missa de Santa Cecília (1982)
José Mauricio Nunes Garcia – Matinas do Natal, Manoel Dias de Oliveira – Magnificat (1985)
Pe. João de Deus Castro Lobo – Missa e Credo a 8 vozes (1985)
Musica Barroca e Colonial Brasileira (2006)
Heitor Villa-Lobos – Magnificat – Aleluia (s.d.)
Camargo Guarnieri – Suite Villa Rica (1958)